# ラプラス＝スティルチェス変換
ラプラス＝スティルチェス変換（ラプラス＝スティルチェスへんかん、英語: Laplace–Stieltjes transform）は、ラプラス変換に類似した変換である。ピエール＝シモン・ラプラスとトーマス・スティルチェスにちなんで命名された。関数解析、基礎および応用確率論を含む多くの数学分野で活用されている。

## 定義
ある関数 g: R→Rに対するラプラス＝スティルチェス変換{\displaystyle \{{\mathcal {L}}^{*}g\}}は、
{\displaystyle \{{\mathcal {L}}^{*}g\}(s)=\int _{-\infty }^{\infty }\mathrm {e} ^{-sx}\,dg(x),\quad s\in \mathbb {C} }
と定義される。ただし右辺のルベーグ＝スティルチェス積分が存在する必要がある。
しばしばsは実数であり、また正の半直線上でのみ定義される関数（すなわちg: [0,∞) → R）のみ扱うような場合もある。このようなときは、上記の積分は0から∞の範囲となる。

## 性質
ラプラス＝スティルチェス変換は、その性質の多くがラプラス変換と共通である。
たとえば畳み込みについては、2つの写像 g と h についてそれぞれラプラス＝スティルチェス変換が存在するとき、以下の性質が成り立つ。
{\displaystyle \{{\mathcal {L}}^{*}(g*h)\}(s)=\{{\mathcal {L}}^{*}g\}(s)\{{\mathcal {L}}^{*}h\}(s)}

## 応用
ラプラス＝スティルチェス変換は基礎確率論および応用確率論において、しばしば有用である。たとえば、確率分布 F に従う確率変数 X に対して、ラプラス＝スティルチェス変換は期待値との関連で説明される。
{\displaystyle \{{\mathcal {L}}^{*}F\}(s)=\mathrm {E} \left[\mathrm {e} ^{-sX}\right]}
具体的な応用例としては、マルコフ連鎖のような確率過程の初到達時刻(first passage time)や、再生理論などが挙げられる。物理学においては、たとえば場の量子論での和をゼータ関数正則化の手法によって正則化する際に、ラプラス＝スティルチェス変換が用いられることがある。

## 他の変換との関連
ラプラス＝スティルチェス変換は、他の積分変換（たとえばフーリエ変換やラプラス変換）と密接な関係がある。特に以下の点に注意する。
- 関数 g が導関数 g' を持つとき、gのラプラス＝スティルチェス変換は g' のラプラス変換に等しい。
{\displaystyle \{{\mathcal {L}}^{*}g\}(s)=\{{\mathcal {L}}g'\}(s)}
- 関数 g のフーリエ＝スティルチェス変換（これは上記と同様、g' のフーリエ変換と一致する）は以下のように与えられる。
{\displaystyle \{{\mathcal {F}}^{*}g\}(s)=\{{\mathcal {L}}^{*}g\}(\mathrm {i} s),\quad s\in \mathbb {R} }

## 例
指数分布に従う確率変数 Y に関するラプラス＝スティルチェス変換は以下の通り。
{\displaystyle {\tilde {F}}_{Y}(s)=f_{Y}^{*}(s)=\int _{0}^{\infty }e^{-st}\lambda e^{-\lambda t}dt={\frac {\lambda }{\lambda +s}}}